# Наследуемость (генетика)
Наследуемость (в генетике) — доля фенотипической изменчивости в популяции, обусловленная генетической изменчивостью (в отношении к определённому качественному или количественному признаку). Различия между индивидуумами могут быть обусловлены генетическими факторами и/или окружающей средой. Наследуемость анализирует примерное отношение влияния генетических и негенетических факторов на общие отклонение фенотипа в популяции.
При наследуемости, равной 1, фенотипическая изменчивость обусловлена только генетическими различиями.

## Расчёт величины наследуемости
Для количественной характеристики наследуемости используется величина дисперсии признака. Общая дисперсия (VT) может быть представлена в виде суммы дисперсии, связанной с различиями в генотипе (VG), и дисперсии, связанной с влиянием среды (VE). Обычно принимается, что дисперсией, связанной со взаимодействием генотипа и среды (VI) можно пренебречь. В случае принятия всех этих допущений, общая дисперсия может быть представлена в виде
Наследуемость в широком смысле понимается как коэффициент генетической детерминации (H²):

### Особенности интерпретации величины коэффициента генетической детерминации
Следует принимать во внимание, что близость значения H² к нулю или единице не обязательно говорит об отсутствии/наличии генетического контроля данного признака. Например, в инбредных линиях, где все члены группы однородны генетически, изменчивость признака по определению будет контролироваться только средой. И наоборот, при выращивании группы в абсолютно однородных условиях среды вся изменчивость может быть объяснена только влиянием генотипа. Величина наследуемости также изменяется между популяциями и в зависимости от условий выращивания.

### Пример расчёта коэффициента генетической детерминации
В описываемом эксперименте изучалась исследовательская активность мышей двух генетически однородных инбредных линий: C57BR и A. Было получено два поколения гибридных мышей. Первое дочернее поколение (F1), как и родители, является однородным генетически, так как его особи гетерозиготны по всем локусам, по которым различаются инбредные линии, и гомозиготны по остальным. Во втором поколении (F2), напротив, представлены все возможные генотипы. Величины дисперсий (V) приведены в таблице:
| Линия мышей | Дисперсия (V) |
| ----------- | ------------- |
| C57BR       | 9,74          |
| A           | 16,48         |
| F1          | 12,23         |
| F2          | 29,60         |

Дисперсия в обеих родительских линиях и F1 обеспечивается только влиянием среды (VE). Чтобы оценить влияние среды на дисперсию, находится среднее для этих трёх значений (VE=12,82). В поколении F2 дисперсия связана с влиянием как генотипа, так и среды (VT). Согласно формуле (1), величина VG равна 16,78. Тогда величина H², согласно формуле (2), равна 0,57, то есть изменчивость исследовательской активности мышей контролируется генотипом несколько больше, чем наполовину.

### Наследуемость в узком смысле
Под истинной наследуемостью (h²) понимают отношение величины генетически аддитивной дисперсии (VA) к общей дисперсии. Под генетически аддитивной дисперсией подразумевают ту часть VG, которая связана с действием доминантных генов, подавляющих проявление рецессивных аллелей. Из VG в данном случае исключаются эффекты, обусловленные эпистазом. Поскольку VA всегда меньше или равна VG, h² будет всегда меньше или равна H².